# Воспоминание о дорогом месте
«Воспомина́ние о дорого́м ме́сте» или «Воспомина́ние дорого́го ме́ста» — цикл из трёх пьес русского композитора Петра Ильича Чайковского для скрипки и фортепиано (ор. 42), сочинённый в 1878 году. Посвящён Браилову — усадьбе Надежды фон Мекк в Винницком уезде Подольской губернии Российской империи, в которой гостил композитор. Во время первой публикации в издательстве Петра Юргенсона цикл вышел под французским переводом названия Souvenir d’un lieu cher, но в научной и научно-популярной литературе, а также в исполнительской практике закрепилось русское название; современный российский музыкант и педагог Людмила Ивонина предполагала, что именно оно и соответствовало замыслу композитора.
Первая пьеса цикла представляет собой отвергнутую самим композитором версию Второй части его Скрипичного концерта и была создана в швейцарском городе Кларане в марте 1878 года. Две другие части созданы позже — в мае в усадебном доме поместья Браилов. После смерти Чайковского «Воспоминание о дорогом месте» вышло в свет в переложении для скрипки с оркестром российского композитора, друга Чайковского Александра Глазунова. На рубеже XX и XXI веков появились переложения для скрипки с оркестром современных российских композиторов, музыкальных педагогов и музыкантов Петра Климова и Валентина Стадлера.
Пьесы из цикла «Воспоминание о дорогом месте» вошли в программу детских музыкальных школ и в репертуар крупных отечественных и зарубежных музыкантов. Все три пьесы также входят в число обязательных произведений на Международном конкурсе имени П. И. Чайковского.

## История создания

### Сочинение Méditation
В марте 1878 года Чайковский вместе с младшим братом Модестом (а также его десятилетним глухонемым воспитанником Колей Конради) и близким другом Иосифом Котеком находился в швейцарском курортном городке Кларане, где композитор работал над своим Скрипичным концертом и регулярно исполнял с Котеком произведения для скрипки и фортепиано различных композиторов.
10 марта Чайковский сообщил Надежде фон Мекк, что на следующий день собирается приступить к сочинению Второй части Скрипичного концерта — Andante. На сочинение этой части у него ушли 11—14 марта. 22 марта композитор уже сообщал: «Вечером сыграл [вместе с Иосифом Котеком] аndante, которое понравилось гораздо меньше первой части. Да я и сам не особенно доволен». В тот же день, но в другом письме (Надежде фон Мекк) Чайковский сообщал: «Andante, по исполнении его со скрипкой, не удовлетворило меня, и я или подвергну его радикальному исправлению, или напишу новое». Об окончательном решении композитор сообщил своему младшему брату Анатолию на следующий день: «andante забраковали, и завтра придётся писать новое». Позже, 5 апреля 1878 года, он писал Надежде фон Мекк из Кларана: «Первое же [Andante] составит самостоятельную скрипичную пиэсу, которую я присоединю к другим двум скрипичным пиэсам, задуманным мной. Они составят отдельный opus, который я доставлю Вам тоже раньше напечатания…». Александр Комаров считает это письмо первым упоминанием о замысле цикла и объясняет заключительную часть приведённой выше фразы особой любовью Надежды фон Мекк к сочинениям для скрипки. Именно поэтому композитор обещает познакомить свою покровительницу с сочинением прежде, чем оно выйдет из печати.
Современный российский музыковед Александр Комаров считал, что идея создания ряда пьес для скрипки и фортепиано могла быть вдохновлена ежедневной практикой совместного музицирования и разговорами двух музыкантов — Чайковского и Котека. Британский биограф композитора Саймон Манди утверждал: «Чайковский когда-то ненавидел это сочетание инструментов и клялся, что никогда не будет писать подобных произведений». Сочиняя Скрипичный концерт, Чайковский был не удовлетворён его медленной частью и сочинил новую. Впоследствии забракованная часть стала первой пьесой цикла «Воспоминание о дорогом месте». Александр Комаров предполагал, что эскизы остальных двух пьес, которые упоминает Чайковский, могли быть созданы ещё в Кларане.
Предельно краток в отношении к «Воспоминанию о дорогом месте» младший брат композитора Модест Чайковский во втором томе своей книги «Жизнь Петра Ильича Чайковского (по документам, хранившимся в архиве в Клину)». В применении к Скрипичному концерту он писал: «Andante не понравилось композитору в исполнении Котека, и он решил 22 марта написать новое». Само же «Воспоминание о дорогом месте» он удостоил лишь нескольких предложений трёхтомника: «VII. Op. 42. „Воспоминание дорогого места“, три пьесы для скрипки с аккомпанементом фортепиано: № 1 Meditation; № 2 Scherzo; № 3 Melodie. № 1 сочинён в Кларане и есть первоначальное Andante концерта. Остальные два № в Браилове в 20-х числах мая. Издание П. И. Юргенсона».

### Сочинение Scherzo и Mélodie
«Воспоминание о дорогом месте» названо в память пребывания композитора в усадьбе Надежды фон Мекк Браилов в Винницком уезде Подольской губернии Российской империи, где композитор, очевидно, закончил работу над своим произведением. Сам композитор так описывал свои впечатления от этого поместья: «сирень цвела ещё во всей красе, трава была не скошена, розы едва начали показываться в бутонах!», «так хорошо провёл весеннюю неделю в полном одиночестве». Доктор искусствоведения Лев Раабен обращал внимание на другой фрагмент письма Чайковского к фон Мекк: «Майские жуки нарушали тишину своим басом, соловьи пели, издали доносилась песнь. Что за прелесть!»
Композитор уже однажды отклонил предложение своей покровительницы отдохнуть в принадлежавшем ей московском городском доме. Вспоминая смятение Надежды фон Мекк в связи с этим отказом, Чайковский на этот раз почувствовал себя обязанным принять приглашение в её поместье Браилов, располагавшееся неподалёку от Каменки, где с мужем и детьми проживала сестра Чайковского Александра, и где он сам находился в момент поступления нового приглашения. С собой композитор взял любимого слугу Алексея Софронова. В Браилове, по словам английского биографа композитора Энтони Холдена, Чайковский «жил на широкую ногу» в течение десяти дней. Он даже сумел забыть на достаточно долгое время о своей супруге Антонине Милюковой и тяжёлом внутреннем кризисе, свидетельством чего и стало сочинение двух пьес для «Воспоминания о дорогом месте».
Об обстоятельствах пребывания композитора в Браилове подробно рассказывает биограф Чайковского Дэвид Браун. Надежда фон Мекк пригласила Петра Ильича в поместье в то время, когда сама планировала находиться в отъезде. Чтобы Чайковского не беспокоили, она дала указание своим слугам: гость должен иметь полную свободу, сами они обязаны ему беспрекословно подчиняться и по возможности не попадаться ему на глаза. Слуга Чайковского Алексей Софронов должен был стать посредником между ними и своим хозяином. Слугам ничего не сказали о личности гостя, поэтому, в конце концов, они пришли к выводу, что он может быть женихом одной из дочерей владелицы поместья. Дом был великолепно обставлен мебелью и удобен, в нём было несколько превосходных музыкальных инструментов, но само поместье, по утверждению Брауна, показалось композитору мало привлекательным. Тем не менее прогулки по его окрестностям доставляли Чайковскому большое удовольствие. Он обнаружил во время прогулок вблизи поместья женский монастырь с хорошим церковным хором, который часто приходил послушать во время богослужений. Композитор также увлёкся сбором грибов. Браилов обеспечил ему спокойствие и уверенность, благодаря которым он смог плодотворно работать.
- Усадебный дом Надежды фон Мекк в Браилове
- Парк в усадьбе Браилов
- Пруд в парке

Скрипачка и музыкальный педагог Людмила Ивонина утверждала, что заказ на цикл пьес для скрипки от Надежды фон Мекк поступил композитору в надежде на участие в его исполнении известного в своё время исполнителя и близкого друга Чайковского Иосифа Котека. Именно ему композитор посвятил свой «Вальс-Скерцо». Котек принял заметное участие и в создании Скрипичного концерта композитора. Сначала Чайковский отказал в выполнении заказа, обосновывая это занятостью сочинением симфонии и невозможностью сочинять по принуждению, без вдохновения. Ивонина, ссылаясь на письмо Чайковского фон Мекк от 1 мая 1877 года, писала, что он также усматривал в заказе от покровительницы «завуалированное желание оказать ему элементарную материальную помощь» из-за сложившегося у Чайковского сложного финансового положения.
Александр Комаров задавал риторический вопрос читателям своей статьи, посвящённой скрипичному циклу Чайковского: «В каком виде существовал текст первой пьесы на момент создания цикла?» Сам он считал, что текст этой пьесы уже был записан для скрипки и фортепиано (Лев Раабен считал, что работа над пьесой всё-таки была завершена в Браилове, но существенной её переработки там сделано не было). В этом случае, с его точки зрения, не ясно, чем была вызвана необходимость повторной записи через два месяца, о которой он сообщал в письме Надежде фон Мекк от 19 мая 1878 года (существенными композиционными изменениями или отсутствием или утратой рукописи, возможен и иной вариант). Окончательный ответ на этот вопрос, по мнению автора статьи, не возможен из-за отсутствия источников.
Только спустя некоторое время после завершения Скрипичного концерта Чайковский принял решение приступить к созданию целого цикла скрипичных пьес. 21 мая 1878 года он писал Надежде фон Мекк, уже находясь в её усадьбе Браилов: «Нагулявшись, возвращаюсь домой и пишу скрипичные пьесы. Одна уже вполне готова. Если не ошибаюсь, она вам понравится, хотя есть места, где аккомпанемент довольно труден, и я боюсь, что вы будете сердиться на это. Остальные две будут совсем не трудны». Ивонина акцентировала внимание читателей своей статьи: Чайковский не поставил в известность фон Мекк, что первая часть цикла на самом деле представляет некоторую переработку забракованной автором средней части уже написанного к этому времени Скрипичного концерта. В тематико-библиографическом указателе сочинений Чайковского под редакцией Полины Вайдман излагается принципиально иная точка зрения на происхождение замысла композитора без ссылок на аргументы и авторитетные источники данного утверждения: «Цикл задуман, очевидно, по просьбе Котека». Позднее эту же точку зрения поддержала Ирина Охалова и снова без указания аргументов и источников.
Цикл был создан Чайковским в мае 1878 года, через два месяца после сочинения Скрипичного концерта. Композитор подарил автограф своего нового произведения заказчице, оставив его дворецкому Марселю для передачи Надежде фон Мекк перед своим отъездом из Браилова (сначала, по предположению Комарова, он хотел отдать рукопись только для изготовления копии, но в конце концов решил подарить автограф), но просил её прислать копию произведения (её, по просьбе Чайковского, должен был изготовить профессиональный музыкант Пётр Данильченко, служивший у покровительницы композитора) для передачи своему издателю с целью публикации. Композитор писал, что ему «невыносимо грустно» расставаться с сочинением и уезжать из Браилова. В настоящее время местонахождение автографа неизвестно.
Получив цикл, Надежда фон Мекк заявила, что очарована им, однако к безоговорочной похвале примешивалось и некоторое разочарование. Она написала, что догадывается, что пьесы ей больше понравятся, когда она услышит, как они звучат в исполнении скрипача. При фон Мекк находился скрипач и личный секретарь Владислав Пахульский, но он был так близорук, что не мог читать ноты через её плечо на нотодержателе для фортепиано и к моменту создания письма ещё не сделал для себя отдельную копию партии скрипки, поэтому покровительница композитора была знакома с произведением только на уровне нотного текста.
14 июня 1878 года фон Мекк написала Чайковскому: «Прежде всего благодарю Вас тысячу раз от самой глубины сердца за манускрипт, оставленный Вами для меня в Браилове: милее и дороже этого для меня ничего нельзя было придумать», но копию пьес она поручила сделать не Данильченко, а Владиславу Пахульскому. Спустя три месяца композитор получил копию — Пахульский выполнил это поручение. Чайковский тут же переслал копию своему постоянному издателю Петру Юргенсону. При этом он решил не упоминать название Браилов в посвящении печатной версии (как он сделал ранее в посвящении Симфонии № 4). В его письме от 10 декабря 1878 года Юргенсону есть указания на этот счёт: «Французское посвящение скрипичных пьес должно быть простым: посвящение Б*****. То есть 7 звёзд в русском посвящении [из-за формы дательного падежа — „Брайлову“] и 6 во французском посвящении».
Александр Комаров указывал, что, по просьбе Чайковского, Иосиф Котек осуществил корректуру произведений цикла в феврале 1879 года.

## Издание цикла
«Воспоминание о дорогом месте» было издано Петром Юргенсоном в том же 1879 году. В мае этого года Юргенсон отправил композитору экземпляры печатного издания. Один из них Чайковский через несколько дней переслал Надежде фон Мекк, которая писала ему с благодарностью: «Мой дорогой и драгоценный друг, какую радость ты мне доставил, прислав мне печатную версию твоих скрипичных пьес, посвящённых Браилову! Я вдохновлена, так сказать, к моему удовольствию явившимися перед глазами словами: „Посвящается Б***** Souvenir d’un lieu cher“ […]. Благодарю тебя, мой верный друг, снова и снова». После появления первого издания цикла Юргенсон также опубликовал каждое из трёх произведений по отдельности: первое — в 1880 году, а два других — в 1884 году. Зашифрованное таким образом название поместья стало загадкой даже для очень близких к композитору людей. В октябре 1879 года даже Иосиф Котек, причастный к созданию первой пьесы цикла, спрашивал Чайковского в письме: «3 пьески посвящены Браилову?»
«Воспоминание о дорогом месте» и другое сочинение композитора «Меланхолическая серенада» (ор. 26) также были соединены ещё при жизни композитора в сборник «Любимые произведения для скрипки и фортепиано», опубликованный издательством Юргенсона в начале 1885 года под редакцией Александры Губерт. Современная музыковедческая литература содержит часто ошибочное предположение о том, что французское название «Souvenir d’un lieu cher» якобы не было санкционировано композитором и впервые появилось только в посмертных изданиях. В частности, такую точку зрения высказывает Ирина Охалова в своей книге о произведениях Чайковского для скрипки с оркестром. Александр Комаров отвергает это утверждение, ссылаясь на наличие названия на обложке издания Юргенсона и упоминание этого названия в письме Надежды фон Мекк, а также в рекламе опубликованной партитуры, в частности в ежемесячном немецком журнале Hofmeisters Musikalisch-literarischer Monatsbericht за август 1884 года. Существование же ошибочной точки зрения он объясняет отсутствием надписи на экземпляре издания сочинения из библиотеки Государственного мемориального музыкального музея-заповедника П. И. Чайковского, в нотографических перечнях, а также в каталогах издательства Юргенсона в 1880-е — в начале 1890-х годов.
С точкой зрения Комарова полностью согласен и Дэвид Браун. Название цикла «Souvenir d’un lieu cher», по мнению Дэвида Брауна, дал ему сам Чайковский. С точки зрения музыковеда, оно должно было быть знаком благодарности композитора хозяйке поместья за счастливый эпизод своей жизни.

## Структура

### Méditation
Цикл состоит из трёх частей:
Méditation (обычно переводится на русский язык как «Раздумье») — пьеса в тональности d-moll, в темпе Andante molto cantabile. Первоначально это была средняя часть Скрипичного концерта композитора, написанного в том же 1878 году. Чайковский писал о ней Надежде фон Мекк: «Andante по исполнении его со скрипкой не удовлетворило меня, и я или подвергну его радикальному исправлению, или напишу новое». Кандидат искусствоведения Надежда Туманина признавалась, что не понимает причины неудовлетворённости композитора своим произведением. С её точки зрения, оно — чрезвычайно интересное и выразительное произведение, к тому же близкое окончательному варианту средней части Концерта по характеру и настроению. Британский музыковед Джон Гамильтон Уоррак в монографии о композиторе, вышедшей в 1974 году в Лондоне, писал, что «Размышление» — приятное для восприятие произведение, но Иосиф Котек и Модест Чайковский были правы, сочтя его «слишком лёгким и даже сентиментальным» для медленной части большого концерта. Сам же Чайковский писал, что Méditation — «самая лучшая, но и самая трудная» пьеса цикла, рекомендовал исполнять её «в tempo andante».
Туманина утверждала, что эта часть является «скромной и тихой песней», для её сосредоточенной лиричности характерно повествовательное начало. Её не следует воспринимать как страстную исповедь, напротив, это — «беседа наедине с самим собою». Советский искусствовед считала отличительной чертой Méditation светлую печаль, отсутствие «драматических образов, резких столкновений и контрастов». В начале «Размышления» звучит небольшая интродукция, близкая к фортепианному вступлению к романсам композитора и исполненная «философской лирики», только после неё вступает главная тема: «Мелодия развёртывается в широком диапазоне, непринуждённо достигает верхнего терцового тона и вслед за тем нисходит почти на две октавы». Надежда Туманина находила в дальнейшем развитии Méditation «онегинские» «тонкие и хрупкие интонации, образующие скрытый нисходящий хроматический голос, напоминающий „секвенцию Татьяны“».
Сравнивая оба варианта средней части Скрипичного концерта, Надежда Туманина делала вывод об их равной художественной ценности. Она даже утверждала, что «Méditation» более разнообразна, в ней больше контрастов, яркости контрапунктного письма в партии фортепиано. С точки зрения скрипичной техники, по её мнению, оба варианта равнозначны, сочетая кантилену и мелкую виртуозную технику. В свою очередь, однако, окончательная редакция Второй части Концерта проще, непритязательнее и целостнее. Людмила Ивонина призывала не связывать напрямую исполнение Котеком средней части Скрипичного концерта в присутствии автора и решение Чайковского написать другой её вариант: «Скорее всего, послушав со стороны, Чайковский счёл пьесу слишком развёрнутой и самостоятельной, законченной, разбивающей цикл концерта, в связи с чем он создаёт Канцонетту, заключение которой напрямую выводит музыкальные образы концерта в Финал».
Кандидат искусствоведения Георгий Крауклис отмечал, что само название цикла говорит о тёплых чувствах Чайковского к Браилову и о благодарности к его хозяйке. Он писал, что «Размышление» уступает окончательной версии Второй части Скрипичного концерта в своих художественных достоинствах, но является «ярким, впечатляющим, очень типичным для творчества Чайковского». Крауклис отмечал сложность и драматизм этой пьесы. По мнению искусствоведа, в пьесе большую роль играют вокальные приёмы, даже обозначение темпа в ней композитор обозначил «Очень певуче». Фортепианное вступление он называл задумчивым, но перед вступлением скрипки оно приобретает характер серенады. Сама партия скрипки напомнила Крауклису «Меланхолическую серенаду», но без характерной для неё спокойной размеренности. При новом повторении тема теряет присущий ей драматизм, а середина пьесы превращается в уравновешенный диалог двух инструментов (аккорды фортепиано чередуются с лёгкими пассажами скрипки). В заключительном фрагменте пьесы возвращается драматизм основной темы, который приводит к яркой кульминации, после которой следует просветление (минорная пьеса завершается мажорным аккордом). Наряду с влиянием вокальной лирики Чайковского в «Размышлении» Крауклис отмечал также влияние его симфонического творчества.
Советский искусствовед Арнольд Альшванг считал «Размышление» совершенным примером «широкой песенности» в инструментальной музыке композитора, которая позволяла раскрыть «богатейшие „природные данные“» скрипки как музыкального инструмента. «Размышление» вызвало резко негативную оценку английского музыковеда и лексикографа Эрика Блома. По его мнению, оно — «вещь стройная в крупной форме, но довольно скучная и механическая». В ней отсутствует мелодическое своеобразие. Сыграв или прослушав «Размышление» один раз, с точки зрения Эрика Блома, сразу же забываешь о нём всё, кроме общего воспоминания о том, что слушал его мелодию и поверхностную её разработку, с нетерпением ожидая окончания. Напротив, Канцонетта в Скрипичном концерте оставляет «впечатление вполне определённого настроения и материала, вызывающего умиление». Кроме того, она лучше подходит к Концерту в тональном отношении. «Размышление» было в ре миноре, эта тональность слишком близка к тональности Концерта в целом, особенно тем, что оно заканчивается аккордом ре мажор. Канцонетта же написана в соль миноре и составляет яркий контраст основной тональности, однако, не противоречит ей.
На основе этой части цикла Лев Гинзбург рассуждает в книге «О работе над музыкальным произведением» об особенностях исполнения скрипачом приёма вибрато. Указывая, что данный приём должен быть различным не только в разных разделах одного и того же произведения, но иногда и во время звучания одной и той же ноты, он пишет: «Подобное же обстоятельство можно отметить в скрипичной пьесе Чайковского „Размышление“; достаточно представить себе различный характер вибрации в спокойном начале пьесы, исполняемом в нюансе р на баске, и в одном из последующих ярко эмоциональных и драматических эпизодов той же пьесы».
Лев Раабен обращал внимание, что уже заголовок миниатюры концентрирует внимание слушателя на «внутренней, эмоциональной или психологической сущности явления». Отсутствуют сюжетность и иллюстративность. Именно такой подход, по мнению музыковеда, в целом характерен для программных сочинений Чайковского.

### Scherzo
Scherzo (Скерцо) — пьеса в тональности c-moll, в темпе Presto giocoso. Пьеса написана, с точки зрения Туманиной, в жанре тарантеллы с канцоной в качестве средней части, сам Чайковский охарактеризовал её как «очень быстрое скерцо». Ирина Охалова, наряду с отзвуками тарантеллы, услышала в этой части ещё и «фантастику» с некоторой настороженностью и тревогой в стиле Феликса Мендельсона. Центральный же эпизод (Соn poco expressione e un poco agitato) трёхчастной формы Скерцо, по её мнению, несёт отголосок увлечения Чайковского итальянской баркароллой
Георгий Крауклис считал, что Скерцо было задумано Чайковским ещё в Италии (местом сочинения Скрипичного концерта Крауклис ошибочно считал именно её, а не Швейцарию), так как находил в ней отголоски итальянского народного танца. По мнению советского музыковеда, музыка Скерцо значительно проще «Размышления» и не претендует на значительность. Трёхчастную форму он считал уравновешенной и отмечал отсутствие в конце пьесы характерной для произведений композитора «яркой динамизации».

### Mélodie
Mélodie («Мелодия») — пьеса в тональности Es-dur в темпе Moderato con moto. В письме к Надежде фон Мекк Чайковский назвал эту пьесу «Песней без слов», в оригинале письма название это на французском языке — «Chant sans paroles». Надежда Туманина охарактеризовала её как «непритязательную лирическая пьеску, трогающую искренностью чувства, хотя и не очень глубокого». Ирина Охалова отмечала, что подобное название пьесы у Чайковского встречается неоднократно, особенностью же именно этой «Мелодии» является плавное секвентное нисхождение с терцового тона ми-бемоль мажора к тому же звуку в малой октаве ми минора. Средний раздел этой пьесы Graziozo scherzando — миниатюрное лирическое каприччо, контрастирующее с экспрессивной обрамляющей его темой, основанной на диалоге скрипки и фортепиано.
По мнению Крауклиса, Чайковский в этой части особое внимание уделил певучести и пластичности партии скрипки в противовес аккордовому аккомпанементу фортепиано. Основную тему он называл «лирически-восторженным душевным излиянием». Средняя часть — эмоциональный подъём, а после возвращения основной темы наступает «просветление».
Анализируя исполнение Леопольдом Ауэром «Мелодии» (запись 1920 года), Роберт Филип писал, что его вибрато очень тонкое, и даже в этом романтическом произведении он играет многие ноты вообще без вибрато.

## «Воспоминание о дорогом месте» в музыковедении
Композитор, писатель и пианист Эрнст Маркхем Ли удивлялся, насколько мало небольших инструментальных пьес сочинил Чайковский. Посвящение некоему «Б» он воспринимал как неразрешимую загадку и не был в состоянии объяснить читателям своей книги о композиторе, изданной в 1904 году, о каком заветном месте может идти речь, предполагая, что дата сочинения относит это место к продолжительному турне по зарубежным странам. Первую пьесу цикла он называл «длинной диффузной (англ. long diffusive piece)», в Скерцо до минор увидел «очень обычную, можно сказать, банальную среднюю часть», лишь о Мелодии у него нашлись слова похвалы — «самая короткая и, может быть, лучшая из всего цикла».
Английский музыкальный критик Эдвин Эванс отмечал в своей книге о Чайковском, вышедшей в 1906 году, что три пьесы из цикла «Воспоминание о дорогом месте» представляют интерес «главным образом как образцы салонной музыки (англ. of drawing-room interest)» и что они являются единственными когда-либо изданными оригинальными произведениями Чайковского для скрипки и фортепиано, но чаще исполняются в оркестровом варианте в аранжировке Александра Глазунова.
Лев Раабен отмечал различия между двумя лирическими частями цикла: «Размышление» носит концертный характер, а аккомпанемент сохранил оркестровый характер, напротив, «Мелодия» (как и Скерцо) носит более камерный и интимный характер. «Размышление» — возвышенная инструментальная элегия, а «Мелодия» — лирическая миниатюра, именно в ней, по мнению Раабена, и отразилось с наибольшей полнотой настроение светлой умиротворённости, связанное у Чайковского с Браиловом. Музыковед отмечал, что «Размышление» много раз издавалось в различных редакциях, но наиболее популярной пьесой всё-таки стала скромная «Мелодия». Её исполняли такие выдающиеся скрипачи и виолончелисты, как Бронислав Губерман, Мирон Полякин, Давид Ойстрах, Пабло Казальс, Святослав Кнушевицкий, Даниил Шафран, Мстислав Ростропович.
Значительное место уделил «Воспоминаниям о дорогом месте» кандидат искусствоведения Георгий Крауклис в брошюре «Скрипичные произведения П. И. Чайковского», вышедшей в 1961 году. Он отмечал, что перу композитора принадлежит очень немного произведений для скрипки, но все они отмечены высокими художественными достоинствами. Они созданы лишь за четыре года (1875—1878), в последние годы жизни у Чайковского появились замыслы новых произведений для скрипки, но они остались нереализованными. Созданные Чайковским пьесы отмечены виртуозными приёмами, но основой их была лирика.
Английский биограф Чайковского и музыкальный критик Энтони Холден рассказывает в своей книге о композиторе (1995) историю создания «Размышления», обстоятельства его появления в Браилове, отмечая роль этого периода в восстановлении душевного равновесия Чайковского.
Краток и суров в повествовании о данном произведении профессор Шеффилдского университета Эдвард Гарден в книге о композиторе, вышедшей в 1973 году в издательстве Оксфордского университета. Он писал, что «Souvenir d’un lieu cher» не намного лучше, чем слабые, с его точки зрения, «Шесть романсов» (соч. 57). В подтверждение такой оценки он приводил высказывание самого композитора, что небольшие пьесы «иногда утомительны» для сочинения
Скрипач и педагог Людмила Ивонина в статье «„Воспоминание о дорогом месте“ П. И. Чайковского (элементы контекстуального анализа в исполнительской интерпретации)» (2019) отмечала, что этот цикл бесспорно связан со счастливым пребыванием Чайковского в имении Надежды фон Мекк. Важным источником для анализа произведения может быть переписка Чайковского. В то же время она задавалась вопросом: «является ли в действительности 42 опус циклом? Можно ли использовать биографический контекст для прорисовки образно-смыслового содержания трёх различных по своей жанровой программе пьес?» Во время работы над Скрипичным концертом у Чайковского оказалась лишней одна из его частей. Ивонина предположила, что Скерцо и «Мелодия» «явились миру» только благодаря этому факту. В этом случае лишь две последние части и имеют прямое отношение к названию цикла «Воспоминание о дорогом месте». Находила Ивонина и ещё одно противопоставление первой части двум другим: «В отличие от Размышления, оркестровое „письмо“ не так ясно проступает в фортепианной фактуре Скерцо и Мелодии». Она делала вывод: «в цикле пьес не содержится ничего, что могло бы доказать, что отдельные миниатюры могут рассматриваться как родственные», но оговаривала, что не проводила подробный анализ и не искала признаки сквозного развития в этих трёх пьесах, но при беглом сравнении не смогла обнаружить «механизм тематического развития, свойственный циклическим формам».
Ивонина отмечала, что в циклах миниатюр значительную роль играют тональная логика и тональный контраст. Тональности Скерцо и «Мелодии», с этой точки зрения, выглядят как элементы единого замысла. Их тональности до минор — ми бемоль мажор. Тональность ре минор, в которой написано «Размышление», не вписывается в эту картину. Темп, лад, тональность и фактура (ориентированная на возможности симфонического оркестра) «Размышления» вступают в противоречие с двумя другими пьесами цикла. Ивонина также отнесла «Размышление» к «высказыванию автора о явлениях действительности, о жизни», а следующие две пьесы к высказыванию о «языке, средствах, формах, „орудиях“ его искусства, об их возможностях». Ссылаясь на письмо Чайковского фон Мекк от 24 июня 1878 года, Ивонина причислила «Размышление» к выделенной самим композитором группе сочинений, которые он писал «по собственной инициативе, вследствие непосредственного влечения и неотразимой внутренней потребности», а Скерцо и «Мелодию» — к сочинениям, которые писал «вследствие внешнего толчка, по просьбе друга или издателя, по заказу», но оговаривалась, что, по мнению самого автора, «качество сочинения не находится в зависимости от принадлежности» к одной из двух этих групп произведений.
Завершая размышления о «Воспоминании о дорогом месте», Ивонина отмечала, что исполнитель, зная историю создания цикла, не сможет избавиться от своего знания будущей трагической судьбы его автора, поэтому «авторский замысел (если о нём вообще можно говорить сколько-нибудь определённо) в интерпретации исполнителя невольно трансформируется». Композитор рассказывал в своём произведении о месте и времени своего счастья, в исполнительской же интерпретации, по мнению автора статьи, это может отойти на второй план.
Доктор искусствоведения Полина Вайдман и кандидат искусствоведения Ада Айнбиндер в статье «Страницы истории текста Концерта для скрипки с оркестром П. И. Чайковского» (2021) проследили по документам, вышедшим из-под руки Чайковского, историю появления и удаления из Скрипичного концерта первого варианта его средней части Andante. Александр Комаров в статье «Три пьесы П. И. Чайковского для скрипки и фортепиано орus 42. История текста. Инструментовка А. К. Глазунова» прослеживает историю создания цикла, его публикации в конце XIX века и осуществления переложения этого сочинения для скрипки с оркестром Александром Глазуновым.

## Судьба сочинения
Прижизненные издания «Воспоминания о дорогом месте» сохранились до настоящего времени в единичных экземплярах. Александр Комаров сумел выявить только четыре экземпляра, относящиеся к разным изданиям: из библиотеки Государственного мемориального музыкального музея-заповедника П. И. Чайковского, из Библиотеки Конгресса США, из Британской библиотеки и из Баварской государственной библиотеки.
На всех изданиях «Воспоминания о дорогом месте», вышедших в издательстве Юргенсона, было обозначено: «Собственность издателя для всех стран» (фр. «Propriété de l'éditeur pour tous les pays»). Передача прав Чайковским своему издателю на этот цикл из трёх пьес была осуществлена 9 февраля 1881 года. «Воспоминание о дорогом месте» было перечислено в ряду тех произведений Чайковского, которые были проданы Юргенсону «в полную и потомственную собственность». В документе указывалось: только Юргенсон «имеет право переложений и аранжировки на какие-либо инструменты или голоса».
После смерти Чайковского «Воспоминание о дорогом месте» вышло в свет в переложении для скрипки с оркестром Александра Глазунова. Автограф партитуры хранится в фонде Российского национального музея музыки, куда поступил в 1941 году вместе с рукописным фондом библиотеки Московской консерватории. В свою очередь, его частью был архив национализированного советской властью музыкального издательства Петра Юргенсона. Основным издателем сочинений Александра Глазунова был Митрофан Беляев, ещё не опубликованные сочинения Чайковского после смерти композитора его брат Модест передавал для публикации тоже Беляеву из-за ссоры с Юргенсоном, но «Воспоминание о дорогом месте» и его переложение Глазуновым всё же публиковались в издательстве Юргенсона. Переложение Глазунова было продано Юргенсону «в полную его собственность, навсегда и для всех стран», но размер гонорара в документе о передаче прав указан не был. Транскрипция Глазунова исполняется на концертной эстраде наравне с версией для скрипки и фортепиано. По мнению Александра Комарова, осуществлённая в 1894—1895 годах Глазуновым инструментовка имеет двойное значение: «как эпизод в истории бытования скрипичных пьес Чайковского, и как образец работы Глазунова с текстами другого автора».
Ещё одно переложение для оркестра осуществил Валентин Стадлер в 1999 году. Доцент Российской академии музыки имени Гнесиных Пётр Климов, получивший известность реконструкцией Симфонии ми-бемоль мажор Чайковского, создал собственный вариант оркестровки цикла «Воспоминание о дорогом месте». Анализируя свой вариант инструментовки пьесы «Размышление» из этого цикла, он писал, что партия фортепиано им была инструментована для струнного оркестра. Партию скрипки Климов оставил практически без изменений за исключением тактов 103—122. В этом фрагменте он поручил солирующей скрипке исполнить контрапункт, в оригинале предназначенный для фортепиано. Основная тема сочинения проводится в это время в оркестре.
Ещё одну аранжировку осуществил современный норвежский музыкант Нильс Торе Рёст. Эту аранжировку исполняли такие известные музыканты, как Юлия Фишер, Катарина Чен и Oslo Camerata.
Отдельные части цикла «Воспоминание о дорогом месте» вошли в репертуар крупных скрипачей прошлого и современности, но в виде самостоятельных музыкальных пьес. Печатается же цикл обычно не в виде авторского варианта, включающего три пьесы, а в форме тетради из пяти пьес Чайковского для скрипки (то есть вместе с клавирными переложениями написанной в 1875 году «Меланхолической серенады» и созданного в 1877 году «Вальса-скерцо»). Наиболее известное в России такое издание — издание, осуществлённое в 1969 году, подготовленное кандидатом искусствоведения Юрием Янкелевичем. Оригинальное название цикла из трёх пьес «Воспоминание о дорогом месте» в нём вообще отсутствует. В 2000-е годы среди российских музыкантов шла дискуссия: одни исполнители считали нужным объединение пьес в цикл в соответствии с замыслом Чайковского, другие считали «всякую программу фактором, сужающим содержательно-смысловой подтекст музыки».
В мюнхенском издательстве G. Henle Verlag, специализирующемся на максимальном приближении публикуемых партитур к оригинальному замыслу автора произведения и удалении более поздних напластований, вышла партитура «Воспоминания о дорогом месте» в редакции специалиста по творчеству Чайковского Александра Яковлева. Он же составил введение и комментарии к публикации.
Пьесы из цикла «Воспоминание о дорогом месте» вошли в программу детских музыкальных школ. Все три пьесы также входят в число обязательных произведений на Международном конкурсе имени П. И. Чайковского.

## В культуре
Русская писательница-эмигрантка Нина Берберова в беллетризированной истории жизни композитора «Чайковский. История одинокого человека» (1936) подробно описывает жизнь Чайковского в Браилове в мае 1878 года, но особо детально — эмалевые часы, которые Надежда Филаретовна подарила Чайковскому в 1880 году в ответ на «Воспоминание о дорогом месте»: «Часы были заказаны в Париже и стоили десять тысяч франков. Обе крышки были из чёрной эмали с золотыми звёздочками. На одной стороне была нарисована Жанна д’Арк на коне, на другой — Аполлон с двумя музами». Чайковский не расставался с ними до самой смерти, но, по утверждению писательницы, в момент получения часов он подумал: «Может быть, лучше было бы, если бы она дала мне деньгами».
Французский писатель Анри Труайя подробно описывает в своей беллетризированной истории взаимоотношений Чайковского и фон Мекк отказ композитора от сочинения по заказу его покровительницы пьесы для скрипки и фортепиано «Упрёк», пребывание Чайковского в Браилове и Симаках, но лишь вскользь упоминает название трёх пьес для скрипки и фортепиано.
Литератор Соломон Волков в книге «„Страсти по Чайковскому“. Разговоры с Джорджем Баланчиным» приводил мнение балетмейстера о первой пьесе цикла «Воспоминание о дорогом месте». Баланчин говорил, что когда слушает её, то понимает, как Чайковскому было время от времени одиноко и грустно. Музыку пьесы он называл «благородной» и утверждал, что при первых же звуках («с первой ноты») «Размышления» можно легко определить, что это произведение принадлежит именно Петру Ильичу.
В романе британского писателя Джозефа Хоуна «Песня огня: роман о России» (англ. «Firesong: a novel of Russia»), вышедшем первым изданием в 1997 году, цикл Чайковского «Воспоминание о дорогом месте» неоднократно исполняется главными героями. Эта книга — семейная сага, которая представляет собой историю взаимной привязанности в эпоху революций и войн, через которые проходят Елена Румовская и её брат-близнец Саша. Два эпизода романа:

Теперь, восемь месяцев спустя, близнецы играли «Воспоминание о дорогом месте» Чайковского. Саша ласково посмотрел на Елену. Елена была менее уверена, меньше интересовалась им и музыкой. Её лицо было бледным, с него исчезли румянец и живость. Она была возбуждена, нахмурила брови, прикусила чувственную нижнюю губу, как будто отрицая любые намёки на удовольствие в своей жизни. Её тёмные глаза больше не блестели, потеряли повелевающий характер, призыв к наслаждению…

Елена сидела за роялем Blüthner. Саша со своей скрипкой Амати стоял у изгиба рояля и смотрел на неё. Она передала ему ноты. Он настроил скрипку. Наступила абсолютная тишина, если не считать слабого тявкания терьеров. Они начали играть «Воспоминание о дорогом месте». Это была музыка, которую они часто исполняли. Им не нужны были ноты. Они знали произведение наизусть. Сочинение 42 Чайковского в трёх частях: Размышление, Скерцо и Мелодия — музыка, которая теперь была для них воспоминанием о потерянной России. Сэнди расстроился, когда они начали играть. Это была, конечно, старая проблема, но особенно раздражающая теперь, — то, что он не мог нормально слышать их музыку со своим плохим слухом. Только приглушённые звуки, глухое эхо, одномерный звук. Их музыка казалась металлической, без объёма и резонанса. Поэтому он был удивлён, когда через несколько минут произошло внезапное изменение, как будто в его больном ухе образовался просвет. Теперь их музыка мчалась по освободившемуся проходу со всей своей выдающейся живостью и энергией, заполняя теперь оба уха, во всех своих измерениях, высоких и низких звуках, во всём, что лежало между ними, в резких гармониях, диссонансах и стремительных арпеджио.— Джозеф Хоун. Песня огня: роман о России